# Lysine décarboxylase
 (novembre 2023).
Si vous disposez d'ouvrages ou d'articles de référence ou si vous connaissez des sites web de qualité traitant du thème abordé ici, merci de compléter l'article en donnant les références utiles à sa vérifiabilité et en les liant à la section « Notes et références ».
La lysine décarboxylase est une enzyme qui convertit la lysine en cadavérine,.

## L'enzyme
La lysine décarboxylase (LDC) est une enzyme de la famille des lyases libérant le groupement carboxyle de l'acide aminé lysine selon la réaction :

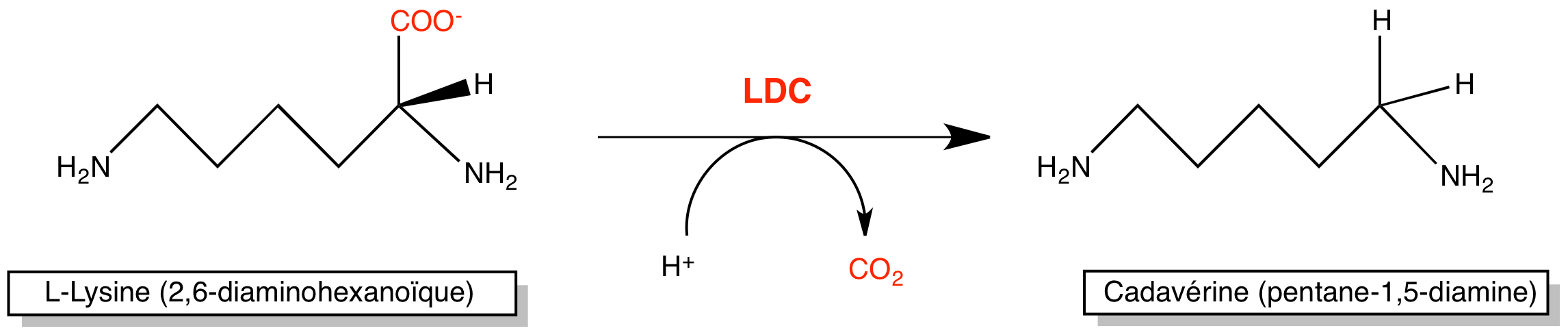
Réaction de la LDC.

Il y a production de cadavérine (1,5-diaminopentane), une diamine primaire qui alcalinise le milieu. La lysine décarboxylase est une enzyme induite dont la synthèse est favorisée par un pH acide. L'anaérobiose n'est pas un facteur d'induction car la recherche peut être réalisée sur la pente aérobie du milieu d'Hajna-Kligler.
En bactériologie, cette enzyme est recherchée grâce au milieu de Moeller à la lysine (milieu lysine de Taylor) ou en microméthode, notamment sur API 20E.

## Le milieu classique

### Composition
| Extrait de levure           | 3 g     |
| L-lysine (monochlorhydrate) | 5 g     |
| Glucose                     | 1 g     |
| Bromocrésol pourpre         | 0,16 mg |
| Éthanol                     | 1 ml    |
| Chlorure de sodium          | 5 g     |
| pH                          | 6,8     |

Le milieu peut être supplémenté de 9 g/L environ de NaCl pour permettre la culture des bactéries halophies (Vibrio par ex.)

### Préparation
Le milieu est acheté prêt à l'emploi ou fabriqué à partir des différents constituants. Il est indispensable de contrôler le pH. Pour utiliser la forme DL de l'acide aminé, il est indispensable de doubler la dose. Autoclavage classique.

## Lecture
L'alcalinisation avec culture montre la présence d'une LDC (milieu violet et trouble). Un milieu acide montre la fermentation du glucose et l'absence de la LDC. La quasi-totalité des bactéries fermentent le glucose et donc, acidifient dans un premier temps le milieu en produisant des acides organiques et du dioxyde de carbone, emprisonnés dans le milieu. Le glucose est rapidement épuisé (1 g/L) et les bactéries vont :
- si elles sont LDC -, utiliser les peptones du milieu par fermentation (extrait de levure) et alcaliniser légèrement le milieu mais pas suffisamment pour contrer l'acidification précédente. Le milieu est jaune (et trouble puisqu'il y a culture).
- si elles sont LDC +, décarboxyler la lysine en alcalinisant fortement et utiliser les peptones par fermentation ce qui provoque une légère fermentation. Le milieu est violet (et trouble puisqu'il y a culture).

Une absence de culture est possible pour une bactérie aérobie stricte ou très exigeante.

## En galerie API
Dans la galerie API20E, le milieu est différent : il est, dès le départ, acide et ne contient donc pas de glucose.
La vaseline est absolument indispensable pour le maintien de l'acidité quand la bactérie est LDC -. Le principe de la lecture est identique : un milieu jaune signe la négativité, un milieu orange en 24 h ou rouge signe la positivité (attention, un milieu orange pour ADH ou ODC est considéré négatif).

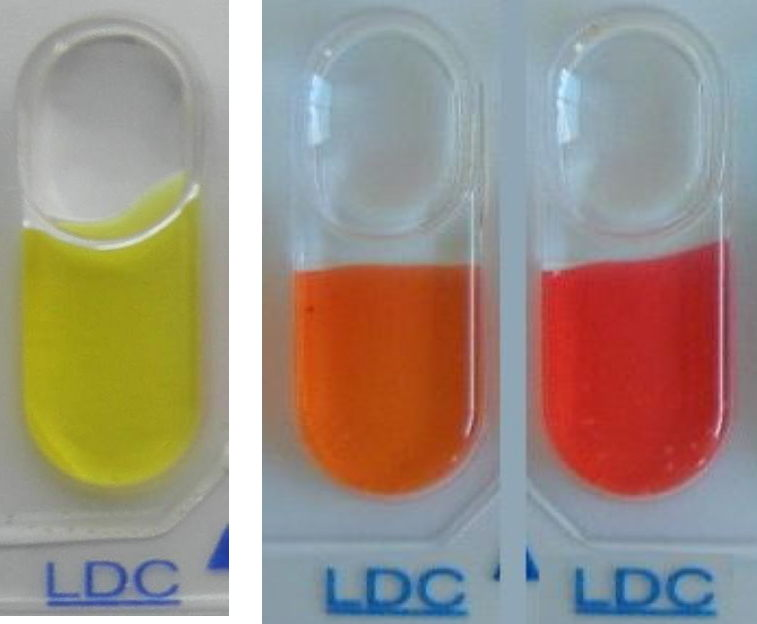